# Tambakrigadung
Tambakrigadung is een bestuurslaag in het regentschap Lamongan van de provincie Oost-Java, Indonesië. Tambakrigadung telt 5407 inwoners (volkstelling 2010).